# شیلان، شیلی
شیلان (به اسپانیایی: Chillán) یک شهر در شیلی است که در استان دیگویلین واقع شده‌است.

## خصوصیات
شیلان ۵۱۱٫۲ کیلومترمربع مساحت و ۱۷۴٬۷۷۷ نفر جمعیت دارد و ۱۲۴ متر بالاتر از سطح دریا واقع شده‌است.

## خواهرخوانده
شهر مورزوشلاگ، اتریش خواهرخواندهٔ شیلان، شیلی است. دلیل خواهرخواندگی دو شهر این است که کلودیو آرائو (۱۹۰۳–۱۹۹۱)، پیانونواز بزرگ شیلیایی، در شیلان به دنیا آمد و در مورزوشلاگ درگذشت.